# Эйлин-Донан
Эйлин-Донан (англ. Eilean Donan) — средневековый каменный замок, расположенный на приливном острове, который находится в месте слияния трёх морских озёр: Лох-Дуич, Лох-Лонг и Лох-Алш. Комплекс построен в западной части Северо-Шотландского нагорья Шотландии, примерно в одном км от деревни Дорни, в графстве Россшир, Шотландия, Великобритания.
Название Эйлин-Донан переводится как «остров Доннан». Земля названа в честь Доннана Эйггского, кельтского святого, замученного язычниками в 617 году. По преданию, Доннан построил на острове церковь. Хотя раскопки не подтвердили эту легенду. Живописный замок был построен в XIII веке. Он стал главой резиденцией клана Маккензи, а также дружественного ему клана Макрей. Однако в ответ на участие клана Маккензи в восстаниях якобитов в начале XVIII века, правительственные корабли в 1719 году артиллерийским огнём разрушили замок. Современная крепость представляет собой почти точную копию прежней. Комплекс был восстановлен в XX веке по инициативе подполковника Джона Макрэея-Гилстрапома. Тогда же появился и стационарный мост, который соединил остров с материком.
Эйлин-Донан является частью национального парка Кинтайл, одного из 40 в Шотландии. В 2001 году по официальным данным по своей численности всё население острова состояло из... всего одного человека, На момент переписи 2011 года зарегистрированных обитателей там уже не было вовсе.

## История

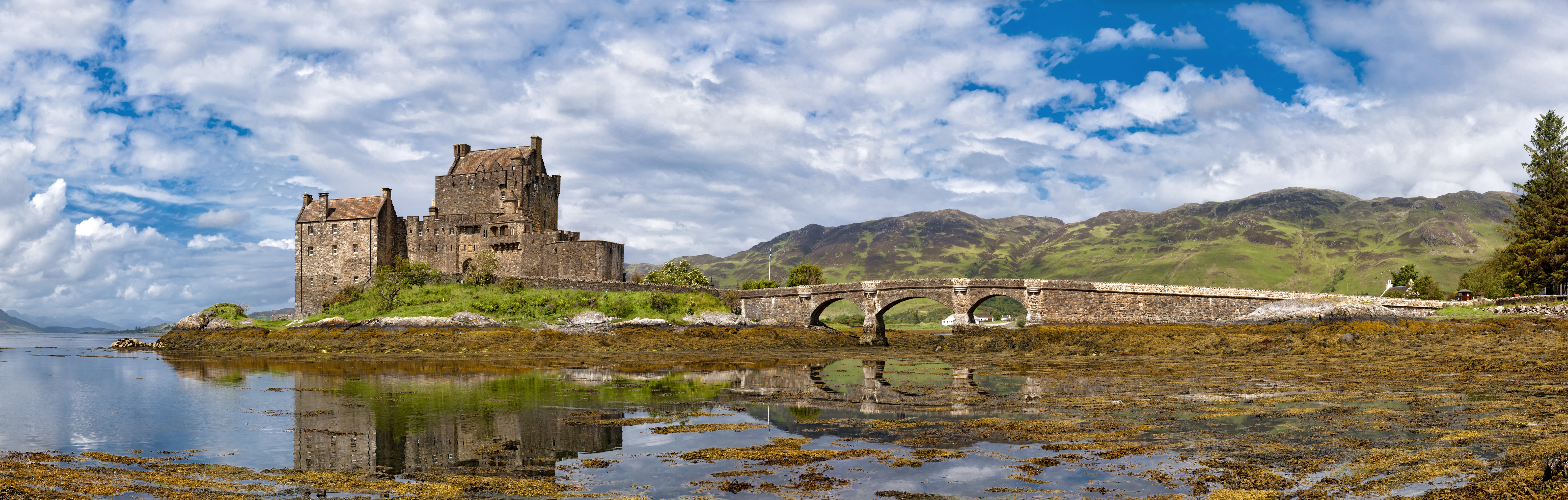
Панорманый вид замка с южной стороны

Вполне возможно, что раннехристианская монашеская келья на острове была основана в VI или VII веке. Вполне допустимо, что её посвятили памяти Доннана Эггcкого, ирландского святого, замученного на острове Эгг в апреле 617 года. Однако никаких остатков раннехристианских построек здесь не обнаружено. При этом изыскания археологов позволили обнаружить фрагменты укреплений, которые были возведены не позднее VI века.

### Ранний период
Каменный замок с кольцевой стеной появился на острове в начале XIII века во время правления короля Александра II (царствовал с 1214 по 1249 год). Постройки заняли почти всю площадь острова. В это время окрестные территории находилась на границе норвежско-кельтского Королевства Островов и графства Росс. Эйлин Донан обеспечивал сильную оборонительную позицию против норвежских вторжений. Легенда об основании замка гласит, что замок построил сын вождя клана Мэтисон. Он пользовался доверием Александра II. Собственно король и попросил верного вассала возвести замок для защиты своих владений.
Вскоре остров стал центром владений клана Маккензи. При этом представители клана признали себя вассалами Уильяма I (1251—1274), графа Росса. Многие шотландские историки утверждают, что зимой 1306/1307 года в Эйлин-Донане скрывался знаменитый Роберт I Брюс. Замок хорошо сохранился во время затяжных войн за независимость Шотландии. В 1331 году Томас Рэндольф, граф Морей захватил Эйлин-Донан. 50 противников графа были схвачены и казнены. Их головы выставили на стенах замка для устрашения прочих мятежников.
К середине XIV века позиции клана Маккензи, вступившего в конфликт с графами Росс, оказались серьёзно поколеблены. в 1342 году граф Уильям III передал земли Кинтайл своему вассалу — магнату Рагналлу Мак Руаири. Однако после сложной борьбы клан Маккензи сохранил контроль над замком. Важную роль в этом сыграли воины клана Макрей, которые начали в XIV века селиться в Кинтайле и вскоре стали верными союзниками Маккензи.

### XV век

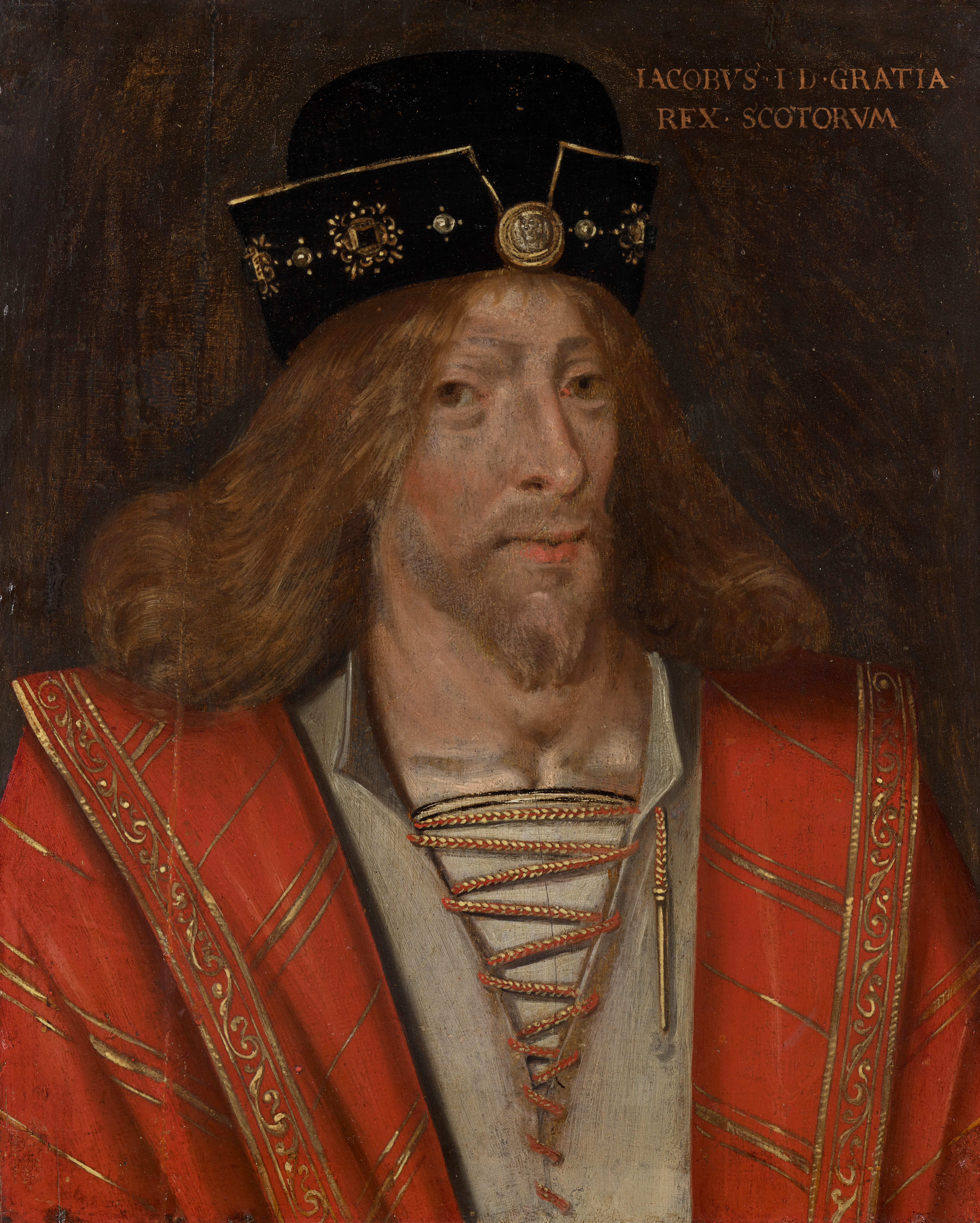
Король Шотландии Яков I

В 1427 году король Шотландии Яков I решил привести к покорности своенравных горских вождей и отправился в Инвернесс. Многие местные лидеры предпочли прибыть на мирные переговоры. Вероятно среди них был и юный Александр Маккензи, 6-й граф Кинтайл. Яков I арестовал всех вождей. Многих авторитетных лидеров он приказал казнить или бросить в темницу. Однако Александра из-за его молодости пощадили. Вместо расправы этого юношу отправили в Перт.
Дяди Александра пытались захватить контроль над Кинтайлом. Однако Дункан Маколей, верный сторонник юного правителя, смог отбить все атаки и удержать Эйлин-Донан. После возвращения Александр смог уверенно взять бразды правления в свои руки. Он умер примерно в 1488 году, дожив до преклонного возраста. Ему наследовал Кеннет Маккензи, ставший 7-м графом Кинтайл. Он выиграл битву при Блар-на-Пирс во время конфликта с кланом Макдональдсов и расширил родовые владения. Через несколько лет Кеннет умер. Его преемником сначала стал старший сын, а затем (после его смерти в 1497 году), младший — Джон Макензи, ставший 9-м графом Кинтайл.

### XVI век
в 1503 году граф Александр Хантли предложил королю захватить Эйлин-Донан и установить там прямое правление. Король Яков IV предоставил графу военный корабль для осуществления атаки, однако Джон Макензи удержал замок за собой.
В 1539 году Дональд Горм, лидер клана Макдональд из Слита разорил земли клана Маклауда, а затем напал на владения Маккензи в Кинлочеве. После серии ответных рейдов Дональд Горм узнал, что в замке Эйлин-Донан слабый гарнизон и предпринял внезапную атаку. На самом деле в замке находились всего два человека: недавно назначенный кастелян Иэн Дабх (из клана Мэтисон и ещё один воин. Однако к замку неожиданно прибыл Дункан МакГиллехриос из клана Макрей и решил помочь защитникам. Атакующие смогли убили Мэтисона и его воина. Но Дункан МакГиллехриос своей последней стрелой смог смертельно ранить Дональда Горма. В итоге воины из клана Макдональд предпочли отступить.
Дункан МакГиллехриосд был уверен, что за такой подвиг его назначат новым кастеляном, но просчитался. Распорядителем замка стал местный священнослужитель Джон МакМурчайд Дуибх (Джон Мерчисон). Разъяренный таким обращением, Макгиллехриосд покинул Кинтайл и поступил на службу к лорду Ловату. Позднее он вернулся и поселился в Инверинэйте. Не забыв прежней обиды, он однажды ранил стрелой  МакМурчайда в ягодицы.
Справедливость восторжествовала, когда новым кастеляном замка Эйлин-Донан стал Кристофер Макрей, сын МакГиллехриоса. Он руководил обороной крепости во время очередной межклановой вражды, на этот раз между Маккензи и воинами из клана Макдонелл из Гленгарри. Конфликт вспыхнул в 1580 году и затянулся почти на четверть века. В 1602 году замок Эйлин-Донан служил базой во время морских сражений в узких проливах. Кораблями  флота Макензи командовал Фаркухар Макрей, сын Кристофера Дункана. Во время решающей битвы Макдональды были разгромлены. Следующим командиром замкового гарнизона стал преподобный Мердок Мерчисон, влиятельная фигура в землях Кинтайла.

### XVII век

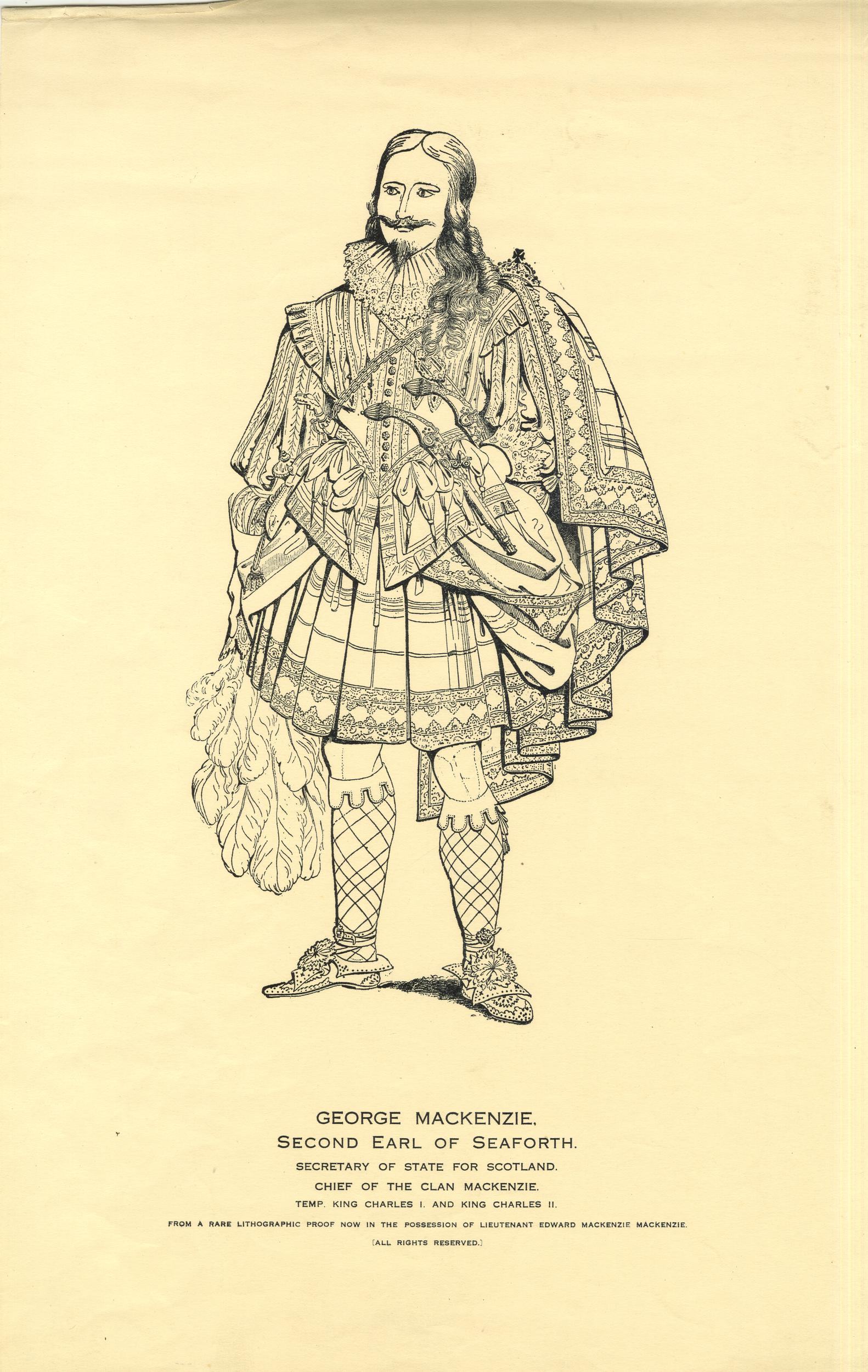
Джордж Маккензи, 2-й граф Сифорт

Уже упоминавшийся Фаркухар Макрей родился в замке в 1580 году. После учёбы в Эдинбургском университете он в 1618 году принял духовный сан. Вскоре после смерти Мердока Мерчисона он был назначен кастеляном замка, а также управляющим землями Кинтейл. Колин Маккензи Кинтайлский, ставший 1-м графом Сифортом в 1623 году, в основном жил в резиденции Ченонри-оф-Росс в Фортроузе, но очень любил регулярно навещать замок Эйлин-Донан. Каждый раз кастелян должен был развлекать, кормить и устраивать ночлег графа и его свиты. Это было не так-то просто, так как подчас приезжало до 500 человек. В 1635 году Джордж Маккензи, 2-й граф Сифорт назначил Фаркухара наставником своего шестилетнего сына Кеннета. С той поры мальчик почти всё время проживал в Эйлин-Донан.
В гражданской войне, разразившейся в Шотландии в середине XVII века граф Сифорт встал на сторону короля Карла I. В 1650 году, после казни короля, парламент Шотландии приказал разместить в Эйлин-Донан гарнизон из верных солдат. Местное население встретило этот отряд очень враждебно. Однажды группа из 30 солдат вышла из замка, чтобы потребовать провизию у окрестных крестьян. Вскоре вспыхнула ссора. Несколько человек с обеих сторон были убиты. В итоге гарнизон, не сумев обеспечить себя продовольствием, предпочёл покинуть замок.
В следующем году брат графа, Саймон Маккензи Лохслинский, собрал отряд из роялистов, чтобы захватить Эйлин-Донан. Вероятно, его поддерживал Джордж Маккензи (впоследствии граф Кромарти). По неизвестным причинам Саймон Маккензи поссорился с Фаркухаром Макреем. В конце концов последний был вынужден покинуть замок. Он заявил, что слишком стар, чтобы жить в холодной и неуютной крепости и не желает кровопролития. Таким образом, Фаркухар был последним лордом замка, который в нём постоянно проживал.
После отъезда Фаркухара замком ненадолго завладел Александр Линдсей, 1-й Граф Балкаррес. Он поселился здесь с супругой и поддержал восстание роялистов, возглавленное Уильямом Каннингемом, 9-м графом Гленкэрном. Правда, позже Балкаррес поссорился с Гленкэрном и решил покинуть замок. В июне 1654 года генерал Джордж Монк, военный губернатор Оливера Кромвеля в Шотландии, прошёл c войском через земли Кинтайла, подавляя очаги восстания. Его войска сожгли много домов и угнали 360 голов крупного рогатого скота, принадлежавшего Фаркухара Макрея. Правда, при этом был убит только один человек. Сам Фаркухар не пострадал. Он дожил до 82 лет и сохранял должность управителя Кинтайла до своей смерти в 1662 году. Сам замок к концу XVII века стал приходить в упадок.

### Разрушение замка

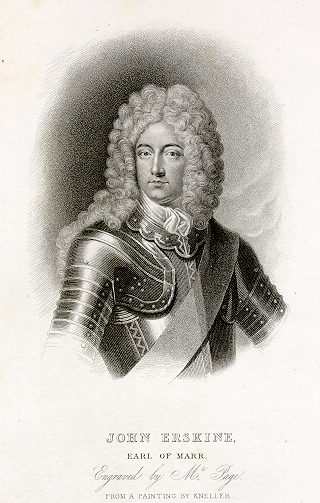
Джон Эрскин, 22-й граф Мар

В 1689 году в ходе так называемой «Славной революции» король Яков II из Дома Стюартов был лишён престола. Корону Англии и Шотландии парламент предложил Вильгельму Оранскому. Новые власти помимо прочего решили принудительно ввести на территории Шотландии пресвитерианство. При этом в горной части на севере Британии оставалось много приверженцев католицизма и тех, кто оставался верен династии Стюартов. Таких людей стали называть якобиты (по именам казнённого и свергнутого королей). Последовала серия якобитских восстаний. В ответ началось усиление военного присутствия английских войск в Шотландии. Правительственные войска попытались установить жёсткий контроль над высокогорьем. В 1714 году во время обследования укреплений для размещения английских гарнизонов военный инженер Льюис Пети сделал единственный сохранившийся рисунок Эйлин-Донана. Эскиз фасада и тщательно вычерченный план показывают обветшавший замок с провалившейся крышей.
В 1715 началось мощное восстание якобитов. Его возглавил Джон Эрскин, 22-й граф Мар. Он пытался восстановить на престоле изгнанного Якова II Стюарта. Уильям Маккензи, 5-й граф Сифорт, присоединился к армии якобитов. Он стал предводителем воинов из кланов Маккензи и Макрей. Местом сбора был объявлен замок Эйлин-Донан. В битве при Шерифмуире якобиты потерпели поражение. Погибли 58 мужчин из клана Макрей. Вскоре восстание было подавлено.
Однако в Шотландии сохранилось сильное недовольство новыми порядками. После провала восстания 1715 года выжившие якобиты нашли поддержку в Испании. А кроме того, против Великобритании теперь выступила и Франция. Враги Лондона сформировали военный союз и вскоре началась Война четверного альянса. Джеймс Батлер 2-й герцог Ормонд, возглавил основной флот вторжения из Испании, в то время как передовой отряд из 300 испанских солдат под командованием Джорджа Кейта заранее прибыл в Лох-Дуич. В апреле 1719 года эти люди заняли замок Эйлин-Донан.
Ожидаемого масштабного восстания горцев не произошло, а главные силы испанской армии так и не прибыли. В начале мая к Шотландии были отправлены корабли Королевского военно-морского флота Великобритании. Рано утром в воскресенье, 10 мая 1719 года, линейные корабли Worcester, Flamborough и Enterprise бросили якорь у Эйлин-Донан. К берегу была направлена лодка для проведения переговоров. Однако испанские солдаты открыли стрельбу. Английские моряки поплыли обратно, а все три корабля открыли пушечный огонь по замку. Артиллерийский обстрел продолжался более часа. На следующий день англичане вновь начали стрелять по замку из пушек. Вечером под прикрытием артиллерии десантный отряд на корабельных шлюпках сошёл на берег.

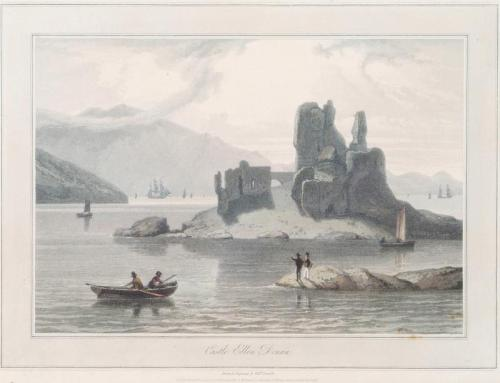
Замок на рисунке 1818 года

После короткой схватки замок был захвачен. Значительная часть испанцев успела бежать. Согласно отчёту английских офицеров, в замке находились «ирландец, капитан, испанский лейтенант, сержант, один шотландский повстанец и 39 испанских солдат, а также 343 бочки с порохом и 52 бочки с мушкетными пулями». Следующие два дня моряки перевезли все бочки с порохом на корабли. Английские командиры, под чьим контролем писались официальные отчёты в корабельных журналах, возможно, желали скрыть важны факт: лидеры мятежников смогли взорвать замок уже после того, как его захватил десантный отряд. Крепость оказалась разрушена мощным взрывом пороха. Затем на корабле Flamborough выживших испанских пленных доставили в Эдинбург. Остальные испанские солдаты потерпели поражение 10 июня в сражении при Глен Шил.
После этого замок оставался почти два века заброшенным. К концу XIX века от него осталась груда руин.

### XX век

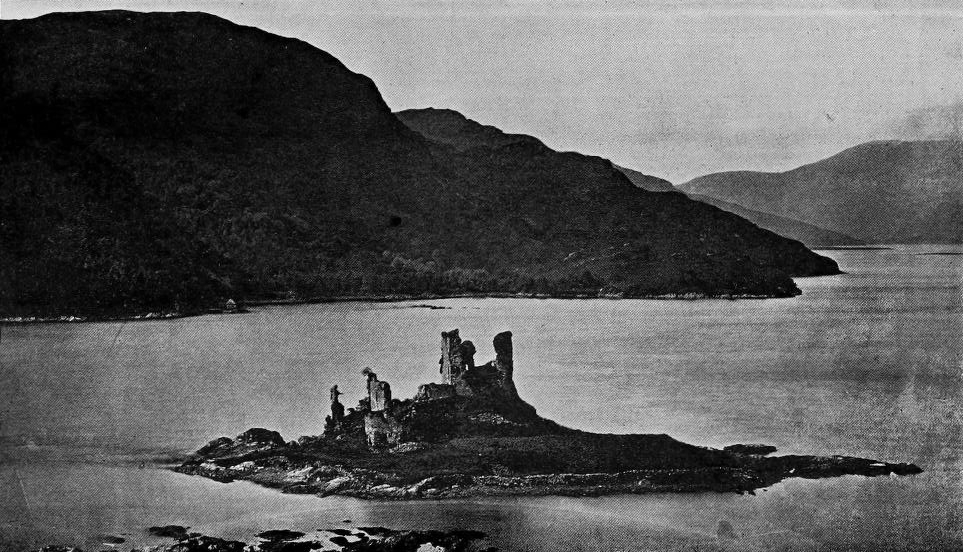
Руины замка на фотографии 1911 года

В начале XX века мечтой о восстановлении знаменитого оказался одержим подполковник Джон Макрей-Гилстрап, чьи предки принадлежали к клану Макрей. Он смог собрать необходимую сумму. Проект подготовил эдинбургский архитектор Джорджу Маки Уотсону. Правда, планы пришлось отложить из-за начавшейся Первой мировой войны. Наконец в 1919 начались восстановительные работы. Ремонт и реставрация (а по сути, новое строительство) продолжались до 1932 года. В числе прочего был построен арочный каменный мост (которого ранее никогда не было), упростивший доступ к острову. Все работы обошлись в огромную сумму — 250 тысяч Фунт стерлингов.

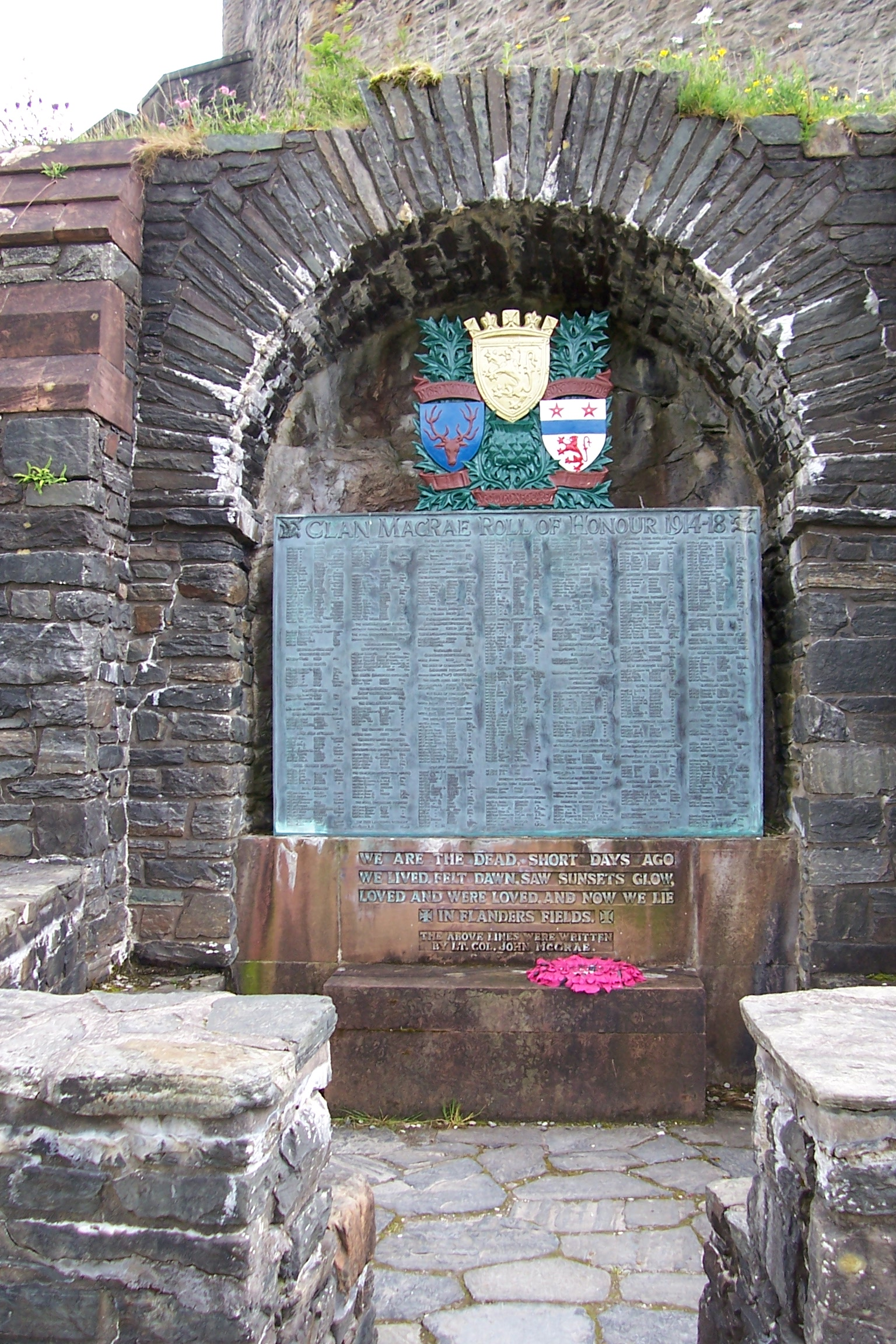
Мемориал в честь погибших в годы Первой мировой войны представителей клана Макрей

Макрей-Гилстрап также установил военный мемориал, посвящённый мужчинам из клана Макрей, погибшим в Первой мировой войне. Памятник украшен строками из знаменитого стихотворения Джона Маккрея «На полях Фландрии» и окружён полевыми орудиями времен войны.

## Описание
Замок Эйлен-Донан прошёл несколько этапов развития. На самом раннем этапе была построена кольцевая каменная стена с башнями. Причём она окружала почти весь остров. В XIV веке возвели башню, которая одновременно служила жилой резиденцией. В конце XIV веке внешняя стена старая обветшала стена обветшала и больше не восстанавливалась. Вокруг башни возвели новую стену, которая огораживала меньшую площадь чем прежняя. В XVI прошла серьёзная реконструкция. Появились новые оборонительные сооружения и жилые здания.
В 1719 году замок оказался почти полностью разрушен. После этого почти 200 лет он лежал в руинах. Во время восстановительных работ в XX веке были сделаны некоторые археологические находки. Но системных раскопок не производилось и составить целостную картину о ранних сооружениях на острове не представляется возможным.

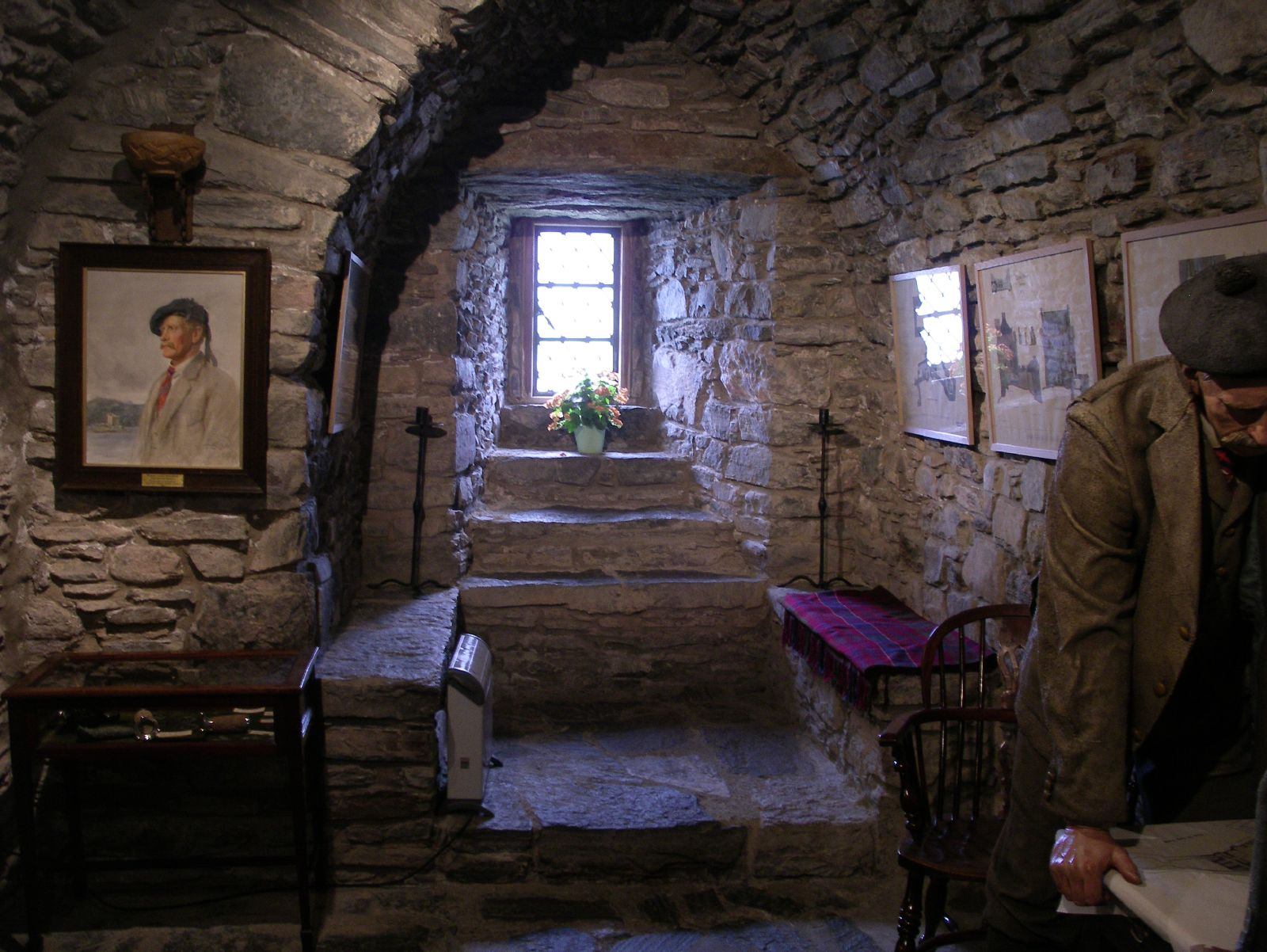
Одно из помещений внутри замка

Сохранилось описание замка, которое оставил картограф Тимоти Понт (около 1565–1614): «Эйлин-Донан состоит из прочной и прекрасной главной башни на скале и другой башни, окружённой прочной стеной. Вокруг растут фруктовые сады». Он же сделал чертежи комплекса.
Единственный рисунок замка до его разрушения был сделан в 1714 году Льюисом Пети (около 1665–1720). Этот военный инженер из Управления артиллерийского вооружения приехал в Шотландию в 1714 году для обследования фортов и других оборонительных сооружений региона. Кроме рисунков он составил план Эйлин-Донана. Эти рисунки и чертежи ясно показывают, что к тому времени замок в значительной степени обветшал. Во всяком случае крыши сохранились только у построек в юго-восточной части комплекса.
Нынешние замковые постройки практически целиком возведены уже в XX века в ходе восстановления. Многие фрагменты комплекса существенно отличаются от прежних сооружений. К моменту начала работ старые чертежи и рисунки Льюиса Пети ещё не были обнаружены. Так что строители были вынуждены полагаться на другие рисунки и на собственную интуицию. Поэтому многие описывают Эйлин-Донан не как подлинно средневековую крепость, а скорее как «романтическую версию старинного замка в представлении людей, живших на рубеже XIX–XX веков».
Сегодня вход в замок возможен с востока по каменному мосту. Над главными воротами выбита надпись на гэльском языке: «Пока внутри есть Макрей, снаружи никогда не будет Фрейзера». Это свидетельствует о родственных связях между двумя кланами (аналогичная надпись когда-то украшала вход в  резиденцию Фрейзеров в замке Бофорт). Над надписью красуется родовой герб Джона Макрея-Гилстрапа. Сама крепость соответствует первоначальным размерам. В Рыцарском зале в главной резиденции воссоздан дубовый потолок, стены украшены гербами и восстановлен камин в стиле XV века. Интересно, что главные потолочные балки в этом зале изготовлены из Дугласовой пихты (Псевдотсуга Мензиса). Их доставили из провинции Британская Колумбия в Канаде. Это был  подарок от общины потомков клана Макрей, проживающих за океаном.

## Схема замка в разные периоды развития

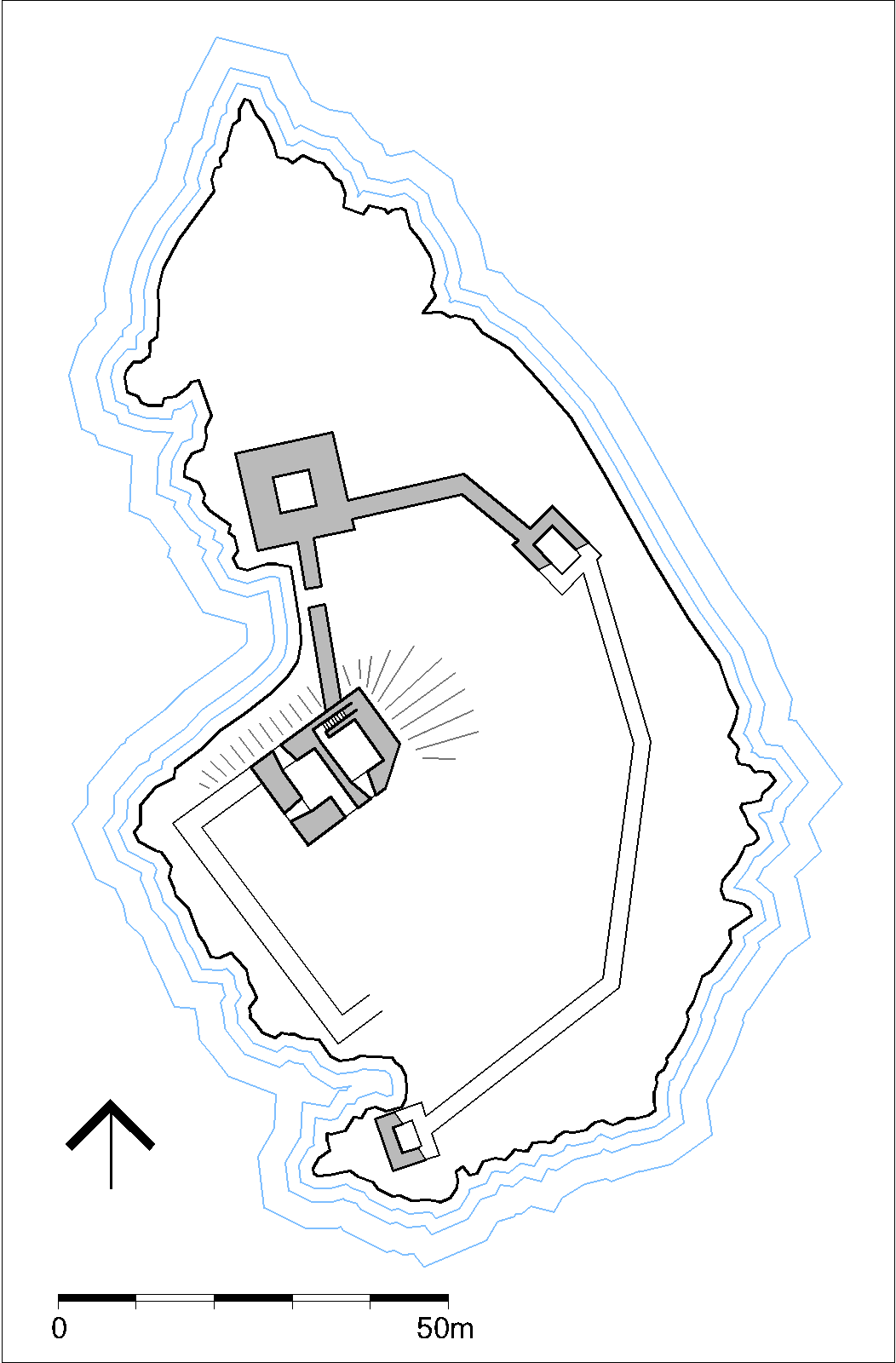
Построенная в XIII веке кольцевая стена огораживала почти весь остров.
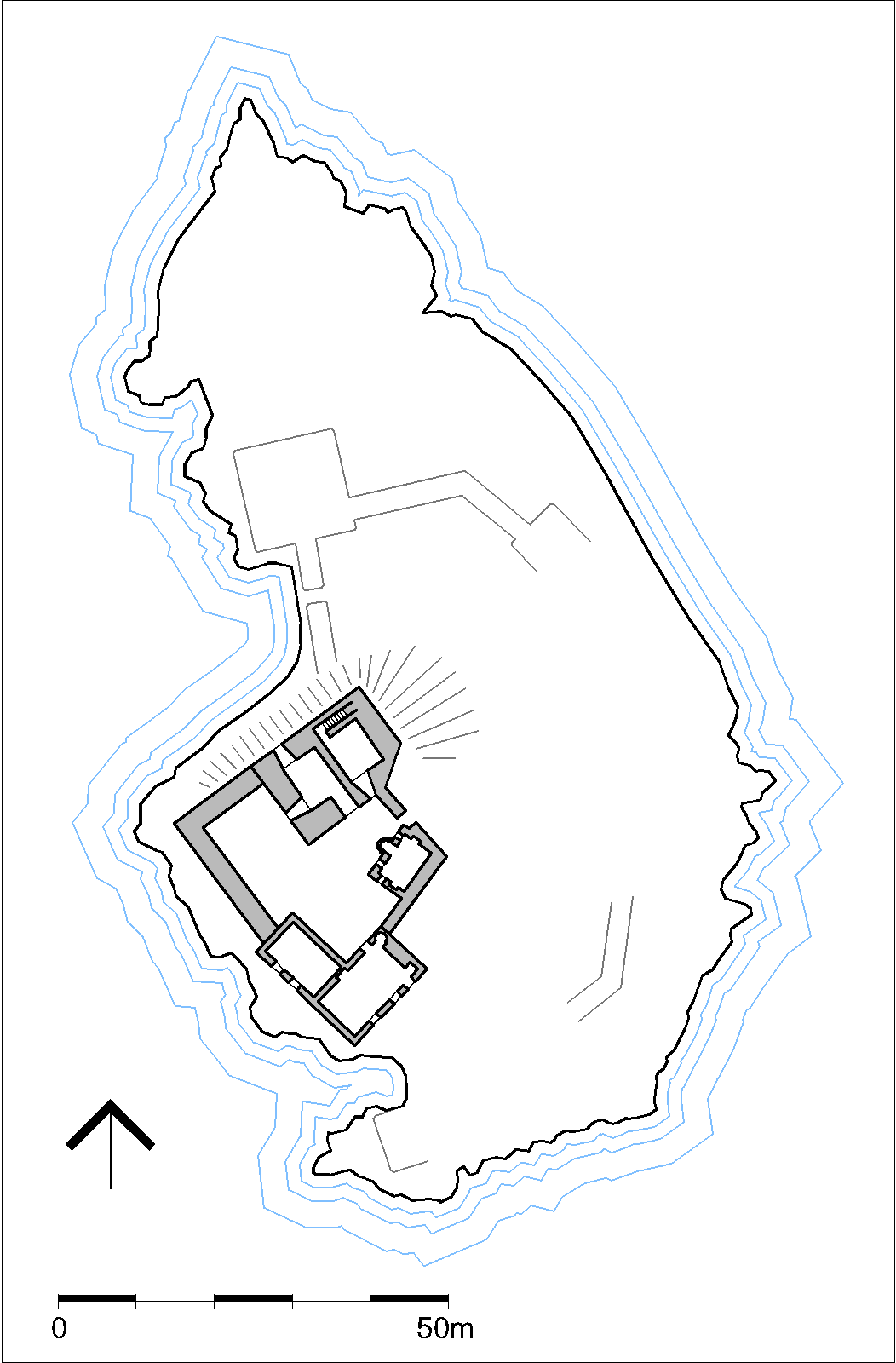
Значительно меньшая площадь, огороженная стеной а XV века и построенные сооружения.
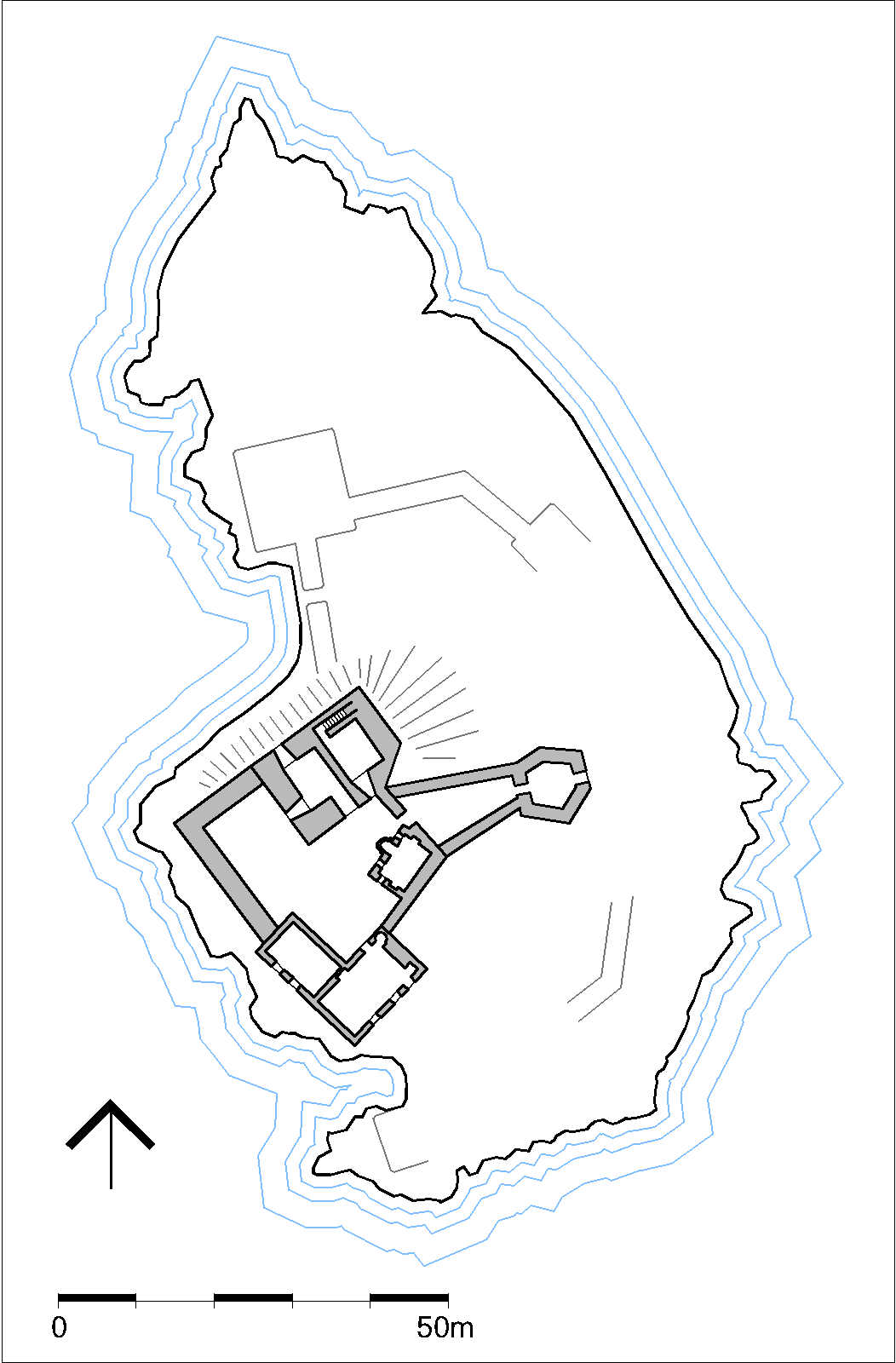
Добавление  в конце XVI веке выступающей части (горнверка) с отдельной башней.
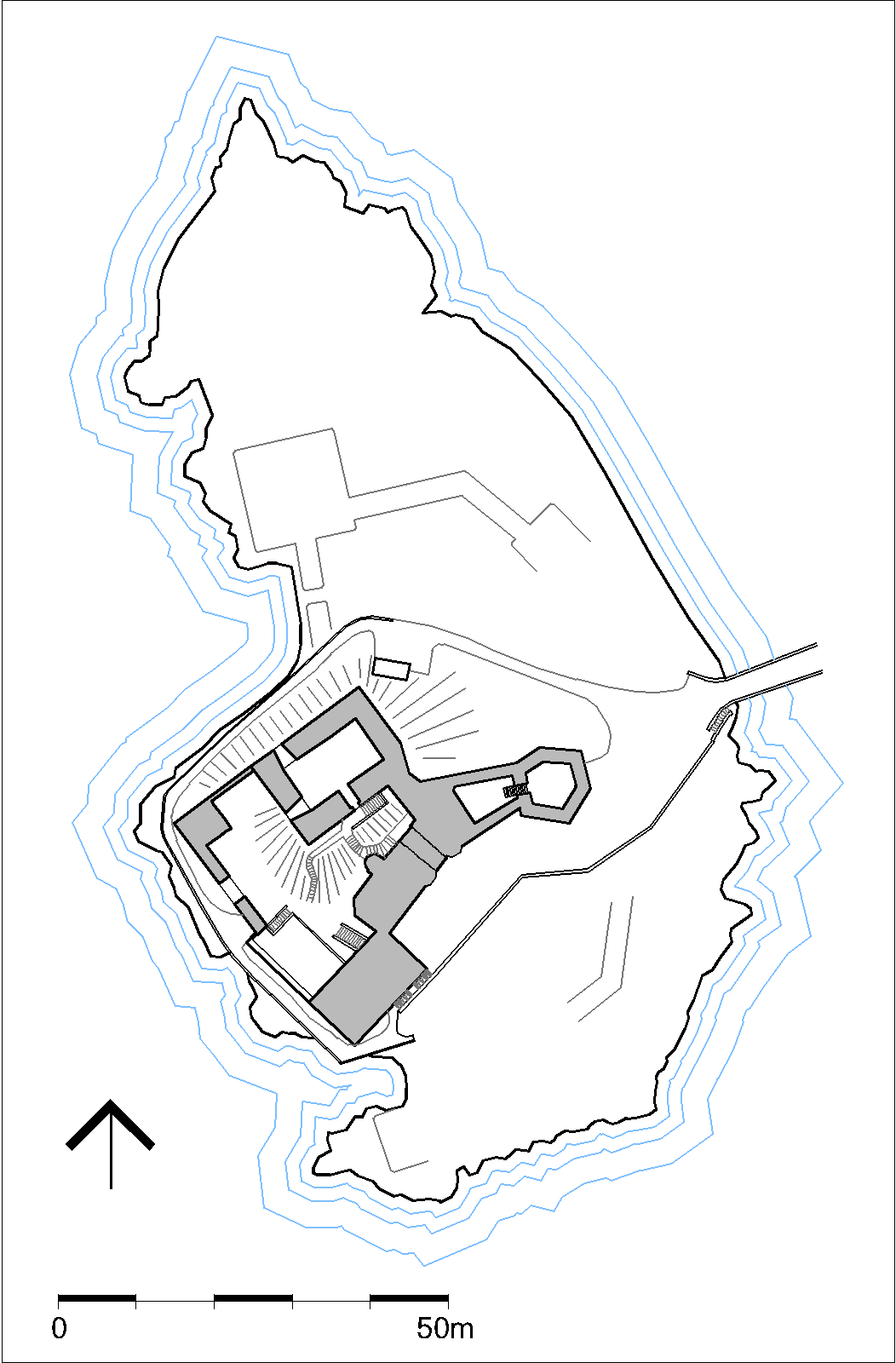
Схема замка после реконструкции, произведённой в XX веке (справа виден мост).

## Современное использование
Для широкой публики доступ в Эйлин-Донан был открыт только в 1955 году, через десять лет после завершения Второй мировой войны. С тех пор он превратился в одну из главных достопримечательностей Шотландии (например, в 2009 году в нём побывали более 314 000 туристов, что сделало по этому показателю Эйлин-Донан третьим по посещаемости замком в Шотландии). В 1983 году право собственности на замок было передано благотворительному фонду Conchra Charitable Trust, созданному семьей Макрей для обслуживания и дальнейшей реставрации замка. В 1998 году у моста со стороны суши был открыт специально построенный туристический центр.

## В популярной культуре
- Замок входит в список главных символов Шотландии[англ.]
- Замок регулярно называют одним из самых фотографируемых памятников в Шотландии.
- Изображение замка часто встречается на упаковке и в рекламе различных продуктов и товаров: печенья, виски и пр.
- Эйлин Донан несколько раз появлялась в фильмах[6][7][8][9]:
  - 1948. «Бонни Принц Чарли[англ.]».
  - 1953. «Владетель Баллантрэ».
  - 1980. «Чёрный ангел[англ.]».
  - 1980. «Империя наносит ответный удар».
  - 1986. «Горец». Замок играет роль главной резиденции клана Маклаудов.
  - 1987. «Мио, мой Мио».
  - 1998. «Всё в жизни бывает».
  - 1999. «И целого мира мало». По сюжету в замке находится шотландская штаб-квартира службы МИ-6.
  - 2010. «Золотой век». Эйлин-Донан заменяла замок Фотерингей в Англии.
  - 2011. «Друг невесты». В этой картине замок представлен как дом семьи жениха.

## Галерея

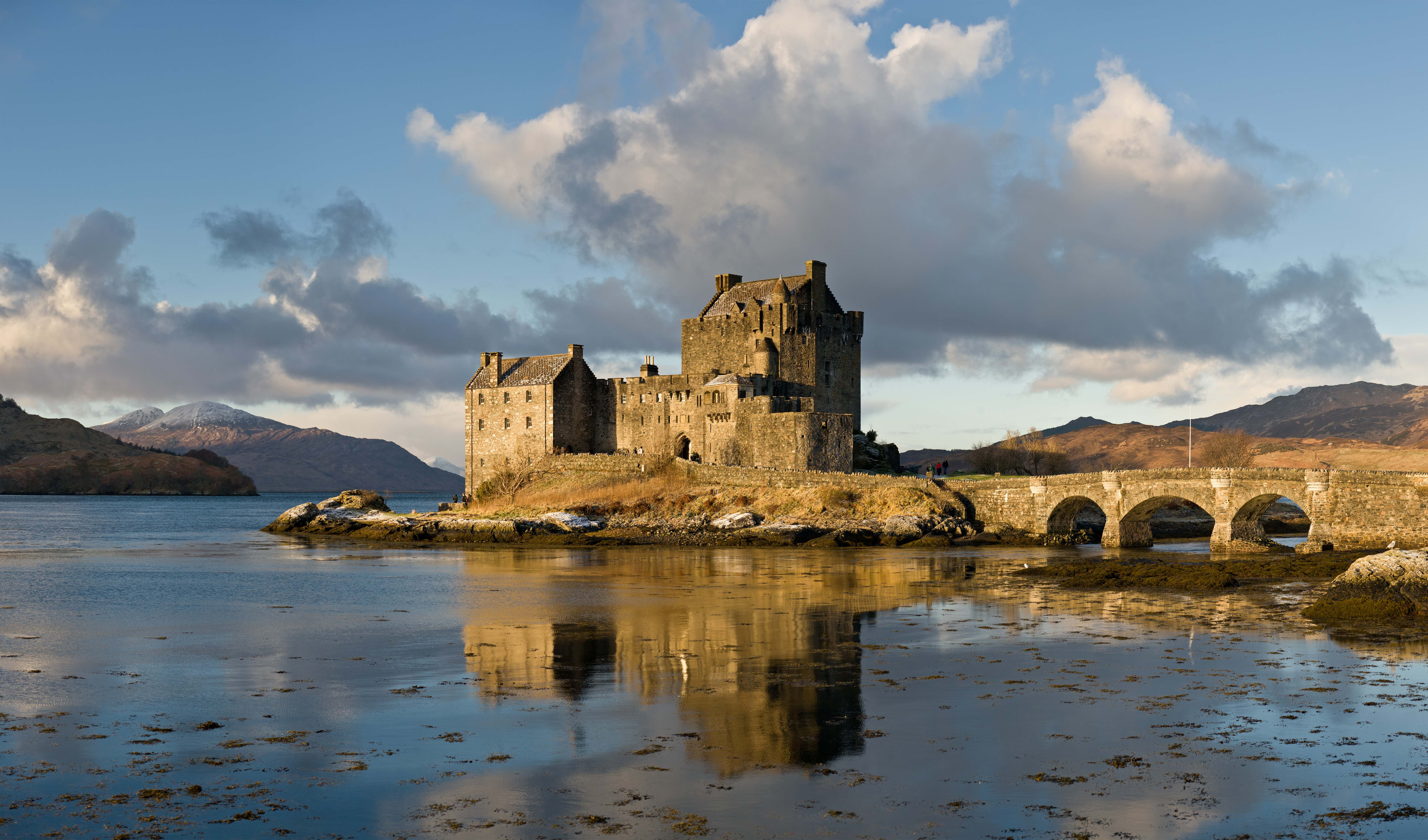
Общий вид замка
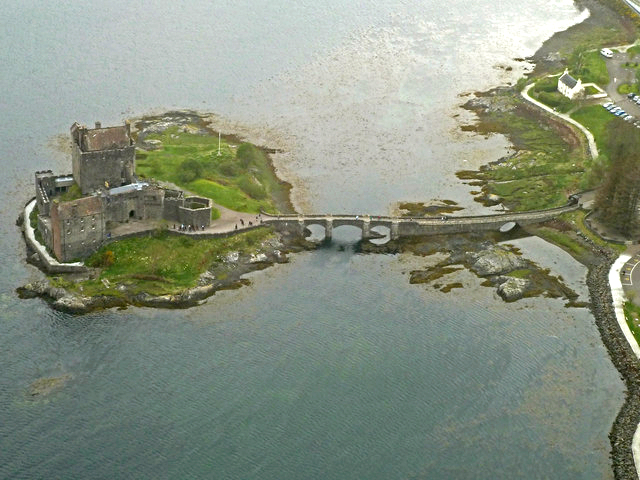
Вид замка с высоты птичьего полёта
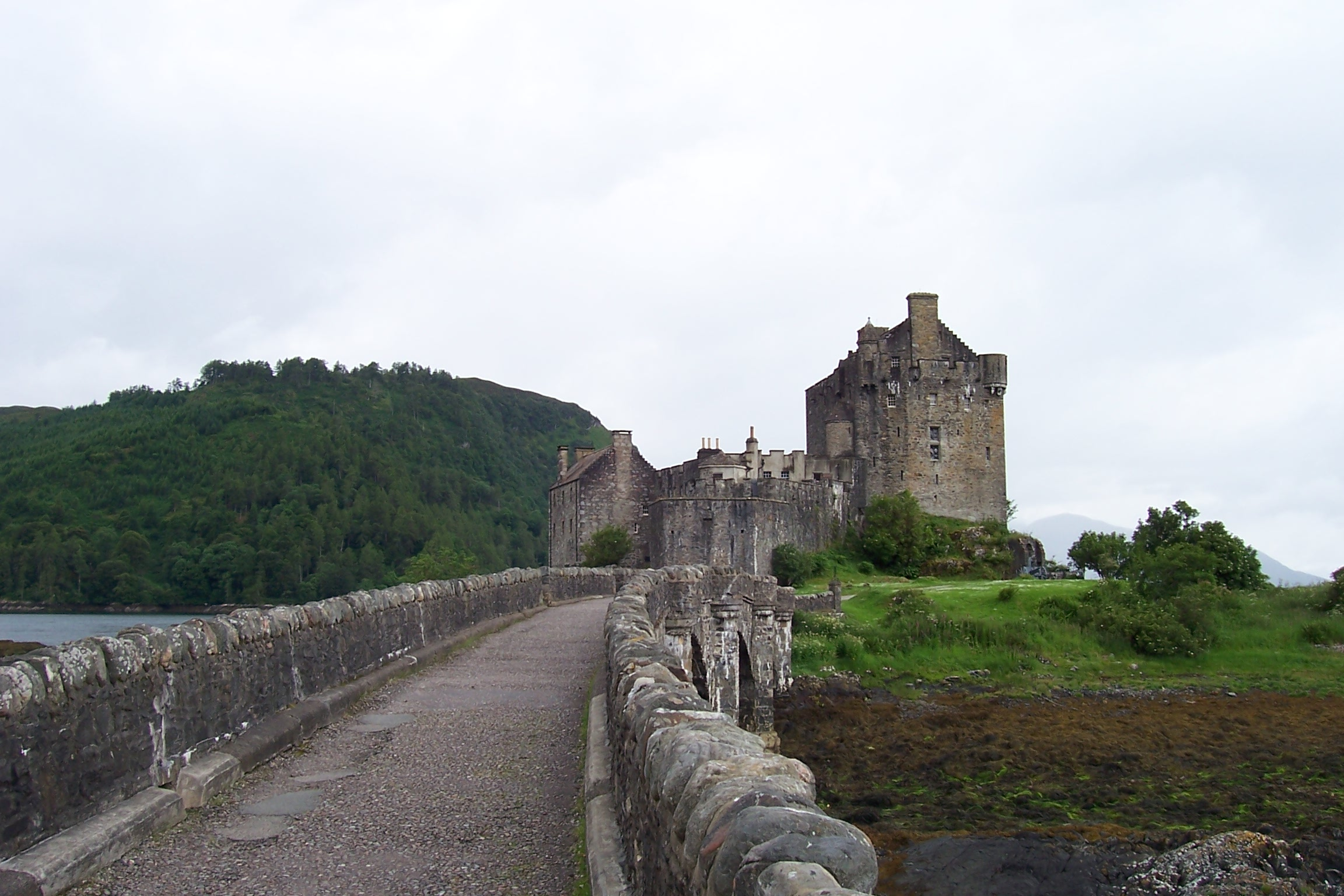
Каменный мост, ведущий к замку
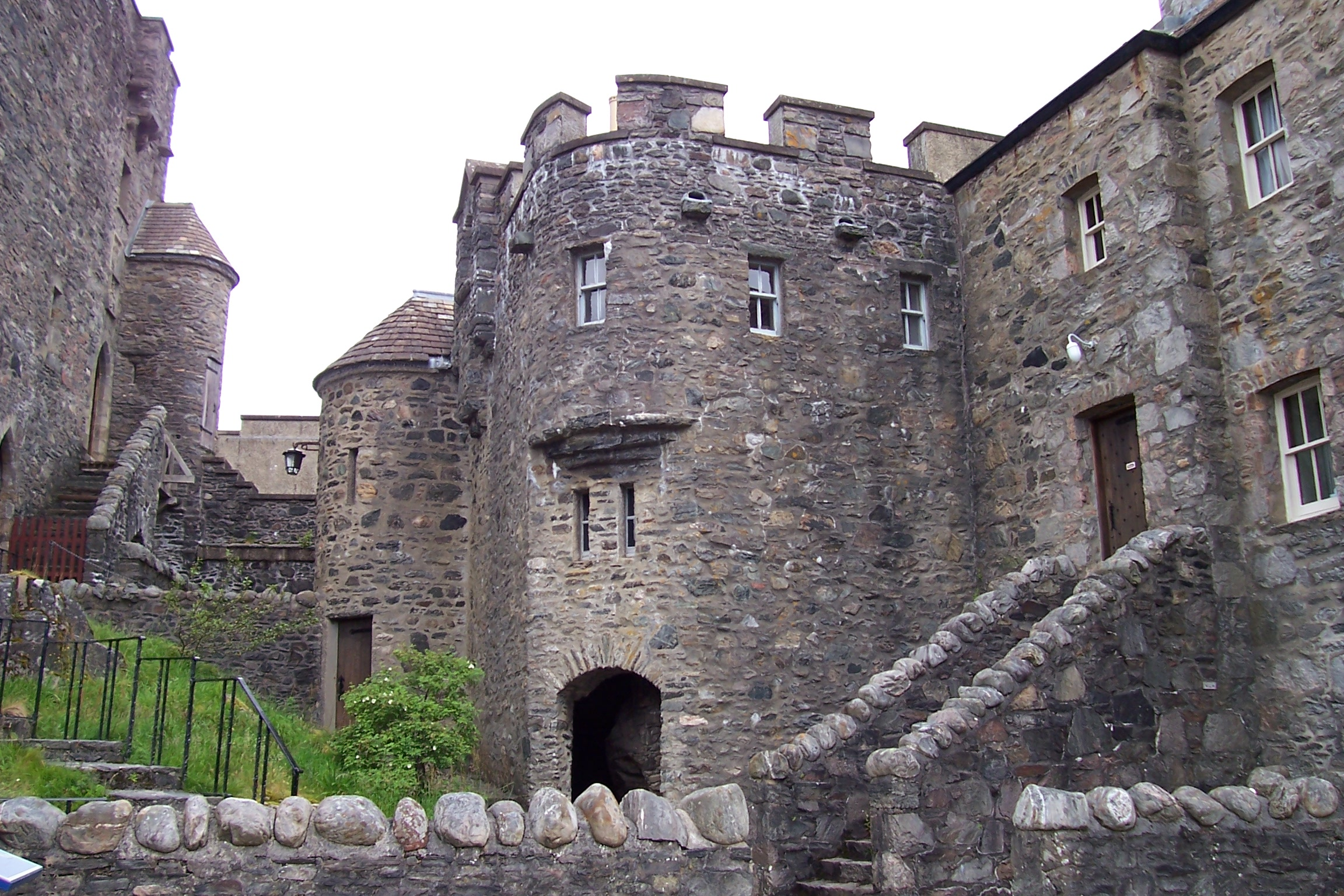
Внутри замковых построек
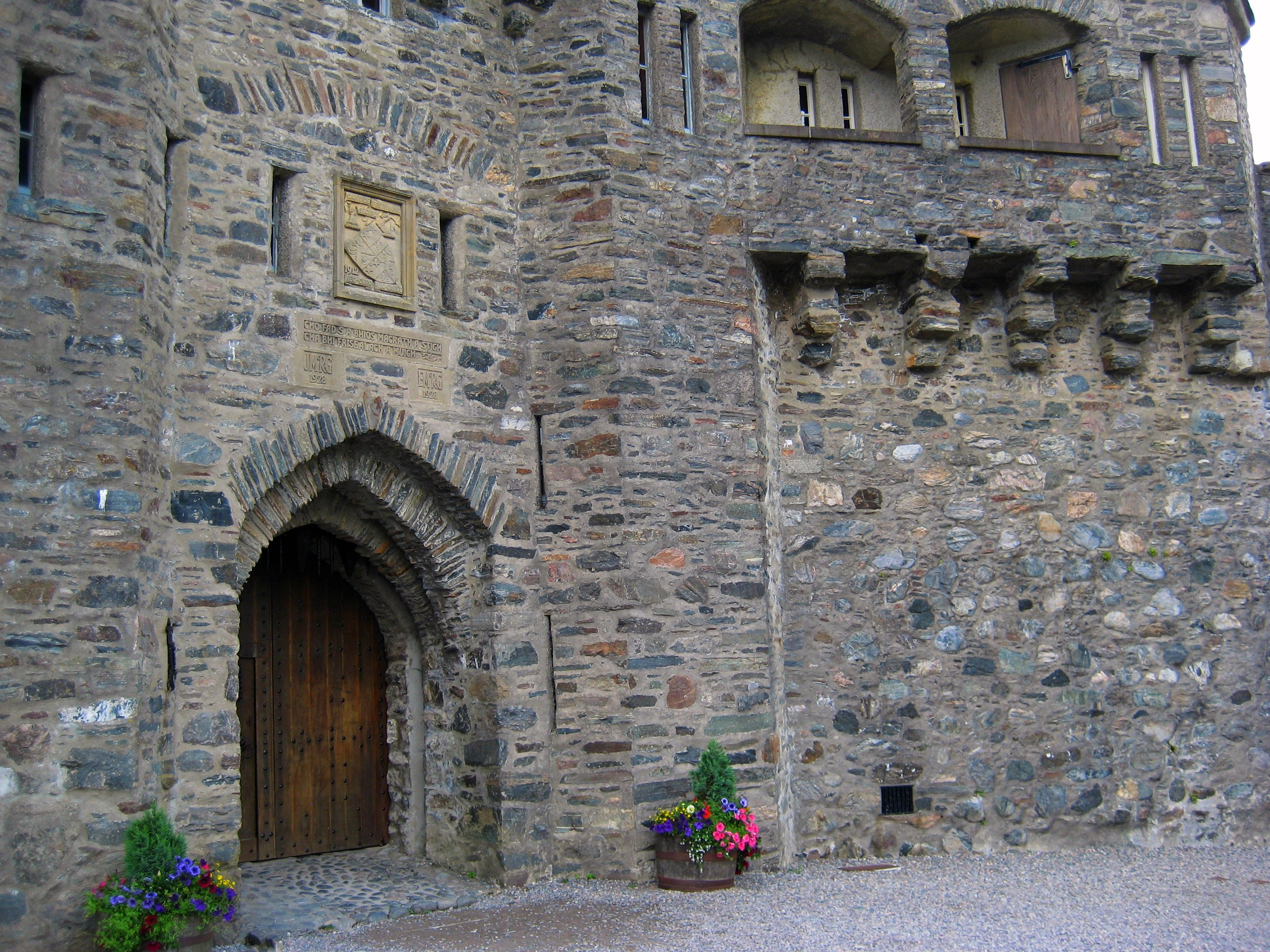
Вход в замок
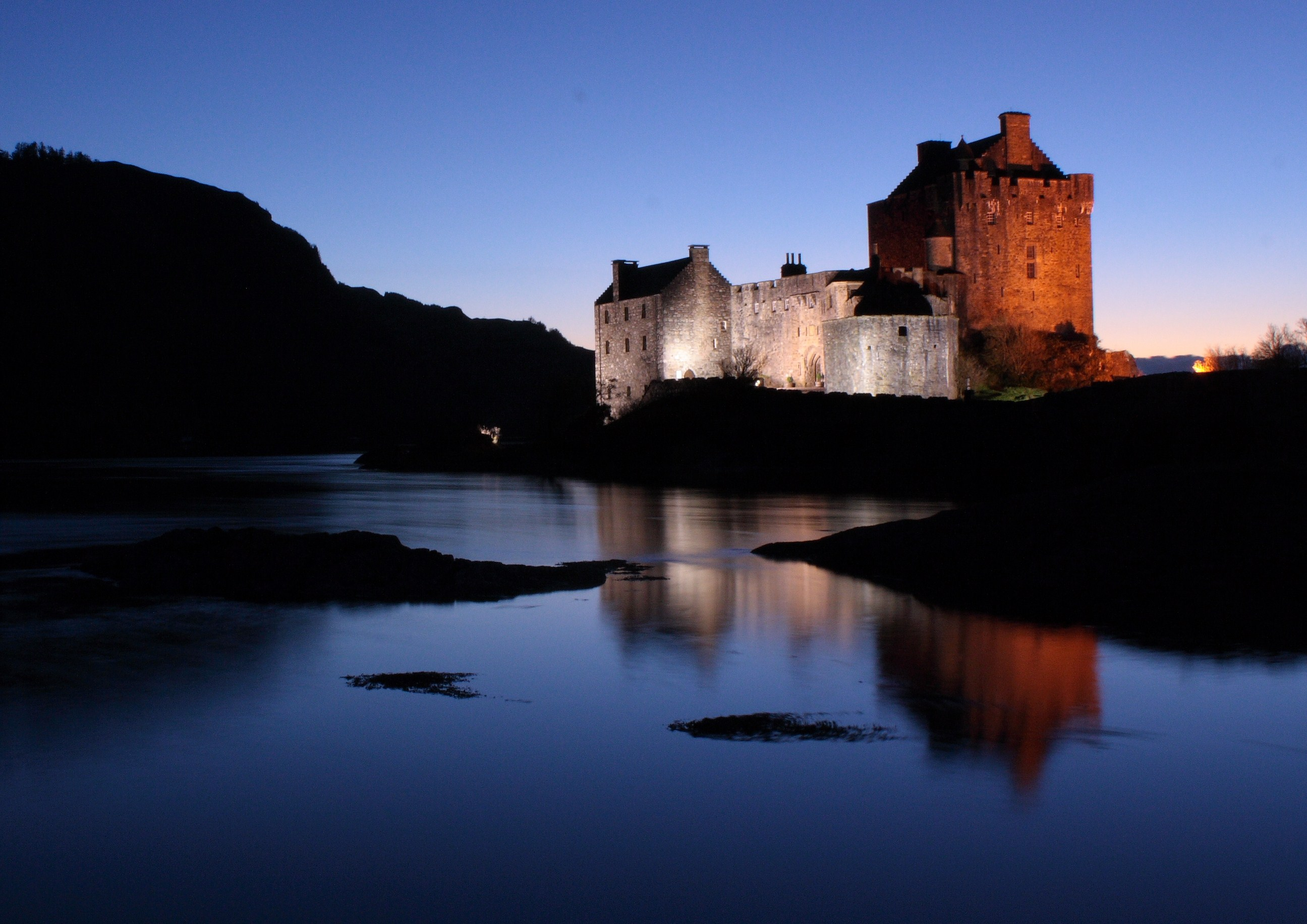
Замок в вечерних сумерках